# Phenoxyethanol
2-Phenoxyethanol (Phenylglycol) ist eine organische Verbindung. Es ist ein Ether des Phenols mit Ethylenglycol mit der Summenformel C8H10O2.

## Eigenschaften
Phenoxyethanol ist bei Raumtemperatur eine farblose, viskose Flüssigkeit mit schwach aromatischem, rosenartigem Geruch, welche wenig löslich in Wasser ist. Die Dampfdruckfunktion ergibt sich nach Antoine entsprechend log10(P) = A−(B/(T+C)) (P in bar, T in K) mit A = 5,13710, B = 2379,346 und C = −54,424 im Temperaturbereich von 351 K bis 518 K.

## Gewinnung und Darstellung
Phenoxyethanol wird durch Reaktion von Phenol mit Ethylenoxid hergestellt.

## Verwendung
Phenoxyethanol wirkt bakterizid und wird in dermatologischen Produkten, wie z. B. Hautcreme, als Konservierungsstoff verwendet. Nach Anhang V der Verordnung (EG) Nr. 1223/2009 liegt die Höchstkonzentration in kosmetischen Mitteln bei 1 %.
Phenoxyethanol wird als Ersatz für Natriumazid in biologischen Pufferlösungen verwendet, da es weniger giftig ist und nicht mit Kupfer oder Blei reagiert. Es findet Verwendung als Narkotikum für Fische, das heißt, es kann je nach Dosierung zum Beruhigen, Betäuben oder Einschläfern von Fischen verwendet werden. Auch als Konservierungsstoff für Impfstoffe in der Pharmaindustrie wird es verwendet und ist in den meisten Feuchttüchern für Babys sowie in Gleitmitteln enthalten. Phenoxyethanol wird darüber hinaus als Lösungsmittel in Tinten, Kugelschreiberpasten, Druckpasten und Stempelfarben, als Fixativ für Parfüms und Seifen sowie zur Herstellung von Weichmachern und Luftverbesserern verwendet.

## Verwendungsbeschränkungen
In dem Südseestaat Palau ist Phenoxyethanol in Sonnenschutzmitteln zum Schutz der Korallenriffe seit Januar 2020 verboten. Das  Verbot beruht auf den Ergebnissen einer 2017 veröffentlichten Studie zur Verschmutzung der Unterwasserwelt am Jellyfish Lake.

## Sicherheitshinweise
Mischungen von Phenoxyethanol mit Methyldibromoglutaronitril kann Allergien vom Typ 4 (Allergisches Kontaktekzem) auslösen; dabei ist die als MDBGN/PE bezeichnete Mischung mit 4 % Anteil an allen Allergien ein häufiges Kontaktallergen. Phenoxyethanol hat einen Flammpunkt von 121 °C und bildet erst bei höheren Temperaturen entzündliche Dampf-Luft-Gemische. Bei Reaktion mit Sauerstoff kann Phenoxyethanol Peroxide bilden.